# Cariblatta spinicauda
Cariblatta spinicauda är en kackerlacksart som beskrevs av Morgan Hebard 1929. Cariblatta spinicauda ingår i släktet Cariblatta och familjen småkackerlackor. Inga underarter finns listade.